# Francisco Ángel Vico y Artea
Francisco Ángel Vico y Artea (Sácer, c. 1580-Madrid, 1648) fue un político, un historiador y un abogado del Reino de Cerdeña.

## Reseña biográfica
Vico y Artea, Francisco Ángel. Sassari (Italia), c. 1570 – Madrid, 1648. Jurista y magistrado sardo, regente del Consejo Supremo de la Corona de Aragón.
Nació en Sassari, en una familia de humilde condición. Su padre era originario de Córcega, del pueblo de Vico. En lo que a su formación jurídica se refiere, algunas fuentes habían apuntado a que pudo haber seguido el estudio de Leyes en Salamanca, pero actualmente no hay duda, como ha dejado claro F. Manconi, de que se formó en Pisa. Se conoce mejor su carrera judicial, iniciada en el puesto de asesor del magistrado cívico. Posteriormente ejerció como juez civil y criminal en la Gobernación de Sassari. Su presencia y labor en la Audiencia de Cerdeña parece haberse iniciado en 1609 como juez de la sala de lo Criminal (en 1611 ocupó el lugar del fallecido Juan Massons), para pasar en 1617 al cargo de abogado fiscal (Toda, Bibl. esp., reg. 5354).
Todo parece indicar que su nombramiento como regente del Consejo de Aragón se asienta en el Parlamento de 1624. Accedió en 1627, siendo el privilegio que recoge su título de 1627, expedido en Madrid. Se hacía constar en el privilegio correspondiente que la plaza se dio “[...] en conformidad de la merced hecha a aquel Reino en el Parlamento celebrado allí el año 1624 siendo virrey capitán general D. Juan Ricart” (generalmente conocido y citado como Juan Vivas de Cañamás).
Se cumplió así una vieja aspiración sarda, existente al menos desde que llegara al Consejo de Aragón en el año 1554, como abogado fiscal, el gran jurista y comentarista de la Carta de Logu, Jerónimo Olives. En esas fechas ya se dejaba constancia de la necesidad de la presencia sarda en el Consejo, de forma explícita en 1568, por el número elevado de causas que llegaban de la isla, que contenían en parte, además, documentos escritos en lengua sarda. Si Olives no pasó de abogado fiscal, lo mismo le ocurrió a Ángel Cani, que, por otra parte, apenas dejó huella de su actividad, seguramente por haber estado muy poco tiempo en el cargo, tan sólo unos meses del año 1599. El caso de Vico no se diferencia de otros magistrados de las respectivas Audiencias, sea la sarda, catalana, aragonesa o valenciana, ascendidos al Consejo de Aragón por sus servicios, en general, en la Audiencia donde ejercieron, pero también, en particular, por los prestados en Cortes o Parlamentos.
No cabe duda de que el sardo de 1624 fue, en este sentido, definitorio, con la particularidad de que se inscribe claramente, durante el trienio 1623-1626, en las iniciativas del conde duque para la preparación y aplicación de la conocida como “Unión de Armas”. Fueron precisamente miembros del Consejo de Aragón los encargados de esta labor (Salvador Fontanet en Cataluña, Baltasar Navarro de Arroita en Aragón, Francisco de Castellví en Valencia). A Cerdeña acudió el consejero valenciano de capa y espada Luis Blasco. Cabe destacar la gran homogeneidad de los discursos y argumentos de todos los citados, lo que indica claramente la cohesión con la que se preparó y llevó a cabo la operación. En Cerdeña fue precisamente Vico de los más destacados en la colaboración con el comisionado Blasco, tanto en la presentación de los objetivos perseguidos por la Monarquía, lo cual dio lugar a múltiples problemas y tensiones, como a la puesta en ejecución, de la que se encargó personalmente este personaje. Así pues, no cabe duda de que hizo los méritos suficientes para su incorporación, con el timbre honorífico de ser el primero, al puesto de regente del Consejo de Aragón por el reino de Cerdeña. Como solía ser habitual para los regentes, Vico recibió en agosto de 1630 una ayuda de costa de 1000 ducados de a once reales castellanos, librados en su caso de la Tesorería de Cerdeña. La orden se dirigió al regente de la Tesorería de Cerdeña, Julián Abella, cuando hacía ya cuatro años desde que Vico había salido de Cerdeña para venir al Consejo de Aragón, lo cual solía se motivo para recibir una compensación (Madrid, 21 de agosto de 1630). En julio de 1635 se le dio licencia para pasar un año en Cerdeña (Madrid 20 de julio de 1635). Viajó al año siguiente a la isla, y es muy probable, así ocurría en el caso de otros regentes del Consejo de Aragón cuando regresaban a su reino de origen, que ostentara durante su estancia la condición de regente la Cancillería de la Audiencia. Al año siguiente se le pagaron 64.780 reales a cambio del dinero del donativo que se encargó de solicitar al reino de Cerdeña. Parece ser, pues, que Vico hizo sus méritos en la gestión de este donativo y que mereció compensación en forma de título de barón de Solimenis (Madrid, 12 de mayo de 1636). Durante su estancia, se encontraba en Cagliari cuando se produjo, en febrero de 1637, la invasión y entrada en Oristano de una armada francesa. En ese mismo año, Vico se vio envuelto en un proceso en el que se le acusó de una serie de fraudes y participación en actos de contrabando cometidos en las playas y costas de Valencia. Los cargos provenían de la ciudad de Caller (Cagliari) rival de Saser (Sassari) de donde era Vico. El Consejo de Aragón consideró que los cargos no estaban suficientemente probados, por lo que decidió que Vico volviera al ejercicio de su cargo y que se cobraran los 2000 ducados de fianza que el acusador, el síndico de Cáller Ravaneda, había dado (ACA, CA, leg. 1061, consulta de 20 de mayo de 1638). En octubre de 1636 se le da licencia para quedarse un año, pero tuvo que ampliar su estancia algún tiempo más. Su regreso coincidió con la guerra de Cataluña, por lo que le tocó vivir aquellos trágicos momentos. Fue un período de dificultades en el funcionamiento del Consejo, lo que obligó a formar diversas juntas, como la constituida con el cardenal Borja, de la que formó parte Vico repetidas veces (consulta de 16 de julio de 1640), en una coyuntura especial para los asuntos de Cataluña, de cuyo tratamiento estaba excluido el regente catalán Juan Magarola. No llegó a ostentar el cargo de vicecanciller del Consejo de Aragón, pero sí el reconocimiento continuado de ser, a partir de 1640, decano del mismo.
Es posible, como apuntan algunos biográfos sardos, que en la Corte madrileña pudo parecer excesivo que un sardo, el primero, además, en ostentar el puesto de regente del Consejo, fuera designado vicecanciller.
Debe tenerse en cuenta, no obstante, que en esos años la cabeza del Consejo de la Corona aragonesa estaba ocupada por un presidente no natural de aquella, en situación nacida en 1626. Pero lo cierto es que Vico actuó como responsable y coordinador del Consejo de Aragón como decano del mismo. En ese puesto, y recibiendo esa denominación y los honores del cargo, se le ve presidir las sesiones del Consejo de Aragón en la toma de graves decisiones relacionadas con el curso de la guerra catalana, como la de exonerar al hasta entonces colega Joan Magarola. De hecho, en una descripción de la reunión del Consejo, celebrada el 10 de octubre de 1646, con motivo de la muerte del príncipe Baltasar Carlos, se declara expresamente que se celebró en casa de Vico, “que hace el oficio de vicecanciller” por ser el decano, poco después de la muerte del cardenal Borja, presidente del Consejo. Pero Vico se hallaba ya en los últimos años de su vida activa, lo cual tampoco favorecía su nombramiento como vicecanciller, si bien es verdad que el finalmente designado, el aragonés Matías de Bayetola, era de avanzada edad (Libro de Resoluciones y Ceremonias del Consejo de Aragón. Así como Olives es conocido por sus Comentarios a la Carta de Logu, Vico es autor de las Leyes y Pragmáticas Reales del Reino de Sardeña. La primera edición es de 1640, en Nápoles y la tercera, y última, de 1781, salida a la luz en Sassari. La necesidad de esta obra era sentida ya, al menos, desde 1615, cuando era virrey del reino de Cerdeña el duque de Gandía y Vico letrado de la Audiencia. Que las pragmáticas estuvieran dispersas y sin ordenación ni publicación conjunta era una situación común y extendida, a la que su recopilación y promulgación daba remedio. A este objetivo aspiraba la labor de Vico que culminó con estas “Leyes y Pragmáticas del Reino de Sardeña”. Ordenadas en dos libros, el primero abarca los tit. I-XIX y el segundo los tit. XXLI.
Los capítulos aprobados en diferentes parlamentos se citan por el nombre del virrey que los presidiera.
Debe destacarse el hecho de que no se trata de una recopilación literal, sino una ordenación hecha por el propio Vico, que va desarrollando las pragmáticas sin referencia alguna a la disposición originaria, de modo que aparecen con la propia redacción que les da el recopilador.
No se remontan expresamente a otras dadas con anterioridad, sino que todo parece indicar que es ahora cuando adquieren valor. Parece, pues, que la intervención personal de Vico fue enorme en esta producción.
A ello hay que añadir los comentarios en latín que siguen a algunas, muchas, de las pragmáticas. Cabe preguntarse si se llegaría a utilizar la autoridad de Vico con valor interpretativo o si escribió revestido de la autoridad que le pudiera conferir ser miembro del Consejo de Aragón, el cual, ciertamente, podía intervenir directamente en la fijación de las pragmáticas. La respuesta a estas cuestiones aparece en el propio título de la obra: Libro primero de las Leyes y Pragmáticas del Reyno de Sardeña. Compuestas, glosadas y comentadas por Don Francisco de Vico, del Consejo del Rey N.S. y su Regente en el Supremo de Aragón. Vistas y aprobadas en él, y mandadas guardar y observar con su Real Decreto de 7 de marzo de 1633. La labor de Vico no se agota en el tratamiento que da a las normas emanadas de la potestad normativa unilateral del Monarca, sino que tiene plenamente en cuenta tanto el derecho consuetudinario, la Carta de Logu, como los capítulos aprobados en diferentes parlamentos. Así pues, no parece haber duda: se está ante una reelaboración que culmina en un capitulado completo que se pone en vigor como tal. Ahora bien, la puesta en vigor estuvo llena de dificultades, por la enorme resistencia que se puso a la misma. De hecho, como se desprende del seguimiento de F. Manconi, quedó en suspenso la puesta en vigor. Pero lo cierto es que se hicieron varias ediciones (1714, 1727 y la citada de 1781) que indican que todavía estaban en vigor, hasta la promulgación de las Leggi civili e criminali, de 1827. La otra gran obra de Vico es la Historia general de la isla y reino de Sardeña. Se edita en Barcelona en 1639, y parece que tuvo algunos problemas de censura. Bayetola (fol. 5 v.), confirma que le parece “útil, curiosa y provechosa” y que en ningún aspecto contradice “los Reales derechos del Rey nuestro señor”.
Significa ello que, como se ha visto en algún otro caso, tiene interés en entrar en el campo de la historiografía.
No es segura la autoría de Vico, pero sí que fuera el responsable del contenido y de las ideas y pensamiento que refleja. P. Alèo ya había apuntado a la persona del jesuita Giacomo Pinto, por el que también se inclina Antonello Mattone, como verdadero autor de la obra.
Vico defendió haber sido autor único y personal de esta Historia de Cerdeña mediante juramento, en 1640.
Para ser más exacto, descartó en su declaración jurada la participación del citado Pinto y declaró que no sólo dedicó largo tiempo, hasta cuarenta años, a la obra, sino que incluso consultó personalmente los fondos del Archivo Real de Barcelona en su estancia en la ciudad condal durante los años 1629 y 1630. Vico era muy consciente, como deja bien claro en la introducción a su edición de las Leyes y Pragmáticas sardas, que su obra jurídica y recopilatoria era complementaria de la historiográfica. Está dividida en siete partes y se trata de una obra de cariz clásico dentro del género, como declara expresamente el autor, de defensa de la patria.
Pero ello no quita su marcado carácter de defensa del reino, saliendo en favor de su personalidad propia, independencia, lengua, caracteres de identificación que se remontan al primer poblamiento por Elisa, hijo de Ianan, hijo de Donain y nieto de Jafet. Otras muestras del carácter de presentación del pasado de la isla nos confirman la idea del objeto perseguido, que no era otro que el presentar a la isla ante el conjunto de la Monarquía, como sujeto dotado de los requisitos y caracteres que la hacían digna de diferenciación, de lo que hay abundantes muestras en el texto. Vico tuvo una gran polémica con Salvador Vidal (Salvatore Vitale Contini). Este personaje, nacido en 1581 en Maracalagonis (o Mara Calagonis, cerca de Cagliari) es el autor de los Annales Sardiniae. Vico le había recriminado ser injurioso contra el Rey y contra la propia Cagliari y la de estar en línea con autores italianos que habían escrito contra España. En su Respuesta al histórico Vico, Vidal trató también de ser implacable con él, empezando por afirmar que “no es castellano sino sardo criollo de Vico en Córcega. Pero el objeto de su crítica y la primera negación afecta al conjunto de la obra, pues según Vidal “los escritores de la patria han considerado perniciosa la H.ª de Vico”. Vidal va recogiendo literalmente las acusaciones de Vico y las va contestando sistemáticamente, con aportación de las correspondientes pruebas documentadas. Su vida como regente del Consejo de Aragón finalizó en 1648 y no en 1644, como afirma Tola, sin perjuicio de que la muerte de su esposa pudiera haberle afectado y contribuido a que se produjera la suya propia, ocurrida en 1648. Incluso quien había sido su acérrimo enemigo, Salvador Vidal, lamentó la muerte de tan insigne varón, de quien destacó la religiosidad y austeridad personales. A la hora de hacer un balance de su vida y obra, cabe remitirse a sus propias palabras definitorias de la comunidad política hispánica como “el Imperio de la Monarquía de las Españas”, que se sitúa en un plano de grandeza, extensión geográfica, política y moral que la hacen digna sucesora de la Respublica Christianorum. Independientemente de los problemas y tensiones que vivió con sus compatriotas, o con algunos de ellos, debe situarse a Vico entre los magistrados sardos preocupados por la progresiva recuperación, elaboración, y aseguramiento del edificio jurídico que pudiera garantizar al reino de Cerdeña un lugar propio dentro de la Monarquía. Después de su muerte, no fue sustituido sino hasta bien entrado 1650, en la persona de Jorge de Castellví, incorporado como consejero de capa y espada (su privilegio es de 27 de septiembre de 1650). Fue su mujer Gabriela Francico- Cedrelles, natural de Alguer, con la que casó en 1590. Tuvieron tres hijos: Pedro, el más conocido, por haber sido arzobispo de Oristano y después de Cagliari; Diego, casado con Catalina Salvador Zatrillas, y Ángel, casado con Grazia Manca. Descendiente suyo fue Domingo Vico, marqués de Soleminis, que defendió la opción borbónica en la Guerra de Sucesión.

## Obras
- Libro primero de las Leyes y Pragmáticas del Reyno de Sardeña. Compuestas, glosadas y comentadas por Don Francisco de Vico, del Consejo del Rey N.S. y su Regente en el Supremo de Aragón. Vistas y aprobadas en él, y mandadas guardar y observar con su Real Decreto de 7 de marzo de 1633, Nápoles, 1781; Historia general de la isla y Reino de Sardeña, 2 t., Barcelona, 1639.
- Apologatio honorifica a las obieciones que haze el P.A. Salvador Vidal en su libro intitulado Clypeus Aureus, Madrid (1643).

## Distinciones
- Juez de la Real Audiencia de Cerdeña (1609)
- Regente del Supremo Consejo de la Corona de Aragón (1627)
- Barón de Soleminis (1636)